# 윤병희 (1942년)
윤병희(1942년 6월 27일 ~ )는 대한민국의 정치인이다. 제37대 용인군수, 제1·2대 용인시장을 역임했다.

## 논란

### 뇌물 수수 혐의
용인시장 재직 중 건설업체로부터 1억 3천만원을 받아 법정 구속되었다. 1999년 4월 고등법원에서 징역 6월, 추징금 2억원을 선고받았다. 이후 1999년 7월, 용인시장직을 사임했다.

## 역대 선거 결과
|  | 39.81% |

|  | 34.84% |